# Adelantado
Adelantado – rodzaj gubernatury wojskowej w koloniach hiszpańskich w dobie konkwisty w XVI i XVII wieku. Konkwistadorzy pełniący te funkcje otrzymywali zazwyczaj uprawnienia nieskrępowanej eksploatacji kraju w zamian za zbadanie, podbicie i spacyfikowanie danego terytorium na rzecz Korony. Termin pochodzi od hiszp. por adelantado: posuwać się naprzód, iść na czele. W kilku dokumentach z XI-wiecznej Kastylii i Nawarry można spotkać się z tym określeniem, ale nie wyjaśniają one zakresu obowiązków związanych z piastowanym urzędem adelantada. Najwcześniejszy znany adelentado został mianowany w roku 1253 podczas rekonkwisty terytorium zwanego "La Frontera" (Andaluzja). 
Adelantados reprezentowali królów Kastylii, zaś od czasów panowania Ferdynanda III aż po wiek XVII posiadali władzę administracyjną w powierzonych sobie prowincjach. Pedro Menéndez de Avilés, Adelantado de Las Indias za Filipa II był przypuszczalnie najzdolniejszym i najlepiej znanym urzędnikiem tego typu. Alonso Fernández de Lugo służył jako adelantado na Wyspach Kanaryjskich pod koniec XV wieku. Innym znanym posiadaczem tego tytułu był brat Krzysztofa Kolumba, Bartolomeo, który zarządzał Hispaniolą podczas nieobecności brata.